# Manuel António Cardoso
Manuel António Cardoso (Paços de Ferreira, 7 de abril de 1983) é um ex ciclista português profissional entre 2006 e 2015.
Em 2006 correu pela Carvalhelhos-Boavista e venceu uma etapa da Volta a Portugal, em 2007 correu pela Riberalves-Boavista e teve um total de 11 vitórias. Desde 2008 corre pela Liberty Seguros.
Na 71ª Volta a Portugal, venceu na 2ª etapa (entre Caldas da Rainha e Castelo Branco) após sprint disputado com Cândido Barbosa da Palmeiras Resort Tavira.
Em 2010, já a correr pela Fottom-Servetto, teve a sua primeira participação na Volta à França, mas por infelicidade, teve uma queda logo no prólogo, sendo o primeiro a desistir nesse ano. Em Janeiro ganhou a sua 1ª etapa numa prova do Pro Tour. Obteve reconhecimento na Austrália ao vencer a 3ª etapa do Tour Down Under.
Também em 2010 participou na Vuelta tendo numa etapa ficando em 3º lugar atrás de Mark Cavendish e Haedo.

## Palmarés
| 2006 - 1 etapa da Volta a Portugal 2007 - 2 etapas da Volta a Estremadura 2008 - 2 etapas da Volta ao Distrito de Santarém - 2 etapas da Volta ao Alentejo - 1 etapa da Volta à Comunidade de Madrid 2009 - 1 etapa da Tropicale Amissa Bongo - 1 etapa do Circuito de Lorraine - 1 etapa do Grande Prémio CTT Correios de Portugal - Campeonato de Portugal em Estrada - 2 etapas do G. P. Torres Vedras-Troféu Joaquim Agostinho - 1 etapa da Volta a Portugal 2010 - 1 etapa do Tour Down Under | 2011 - 1 etapa da Volta a Catalunha 2012 - 1 etapa da Volta a Castela e Leão - Campeonato de Portugal em Estrada 2013 - 1 etapa da Volta a Portugal 2014 - 1 etapa da Volta ao Alentejo - 4 etapas do Tour de Marrocos - 1 etapa da Volta a Portugal 2015 - 1 etapa da Volta ao Alentejo |

## Equipas
- Boavista (2006-2007)
  - Carvalhelhos-Boavista (2006)
  - Riberalves-Boavista (2007)[1]
- Liberty Seguros Continental (2008-2009)
- Footon-Servetto (2010)[3]
- RadioShack (2011)
- Caja Rural (2012-2013)
- Banco BIC/Tavira (2014-2015)
  - Banco BIC-Carmim (2014)
  - Team Tavira (2015)